# Бичок Опанас Миколайович
Бичок Опана́с Микола́йович (*1879 — †17 серпня (30 серпня) 1914) — офіцер Російської імператорської армії початку XX століття, штабс-капітан 176-го піхотного Переволочинського полку.

## Життєпис
Народився у 1879 р. в родині фельдшера Чернігівського богоугодного закладу Миколи Гнатовича та Варвари Іванівни Бичків. Навчався у Чугуївському юнкерському училищі, після закінчення якого був направлений у 167-й піхотний Острозький полк.
У 1905 р. був відряджений у 36-й піхотний Орловський полк для участі у Російсько-японській війні. Полк бився під Дашичао, Ляндясанем, Ляояном, у наступі на р. Шахе, у битві під Мукденом.
Після завершення війни повернувся до 167-го піхотного Острозького полку, невдовзі був переведений до 176-го піхотного Переволочинського полку. Перед відправленням полку на фронти Першої світової війни (1914 р.) був призначений командиром 16-ї роти (лютий, 1914 р.).
17 серпня (30 серпня) 1914 р. вбитий під Львовом.
Тіло покійного було доправлено залізницею зі Львова до Чернігова. 12 листопада труну привезли до міста. Біля Катерининської церкви її зустрічали міський голова А. В. Верзілов, офіцери 176-го піхотного Переволочинського полку і багато мешканців міста.
13 листопада 1914 р. похований на Петропавлівському кладовищі поряд з могилами батьків.

## Родина
- Дружина Віра Іванівна Розова (1884 р. н.);
- Син (1908 р. н.).

## Нагороди
- Орден Св. Анни III ступеня (березень, 1913)